# Pen Dragon
 (octobre 2018).
- Si vous ne connaissez pas le sujet, laissez ce bandeau (vous pouvez alors contacter les auteurs).
- Si vous supprimez le contenu mis en cause (vous pouvez préalablement contacter les auteurs),

argumentez précisément cette suppression dans la page de discussion
(un manque de référence n'est pas un argument ; une recherche réelle de référence doit avoir été effectuée, être formellement documentée).
Pour les articles homonymes, voir Pendragon.
Pen Dragon est une bande dessinée française, inspirée par les codes des shōnen manga, écrite et dessinée par Mika. Elle est publiée aux éditions Les Humanoïdes Associés dans la collection Shogun (voir Shogun Mag) et en prépublication dans le magazine Shogun Shonen. Le premier tome est disponible depuis juillet 2007.

## Personnages
- Pen Doragu est le personnage principal du manga. Il vit sur les terres d'Amori, parmi une communauté calme et pacifiste spécialisée dans la chasse au dragons rouges. Ses parents sont propriétaires d'une boutique qui vend de tout. Malheureusement, sa mère est tombée malade et son père est décédé pour la sauver. Afin d'honorer sa mémoire, Pen s'est mis en tête de tuer un dragonaute pour réussir là où son père a échoué. Cependant, Pen n'est pas très doué pour la chasse…
- Guenny est amie avec Pen depuis son enfance. Elle est originaire d'une petite communauté située sur les terres de Karmeli. Cette dernière a été attaquée par des dragonautes et fut entièrement détruite. Aujourd'hui, cette communauté n'existe plus. Les rares membres ayant survécu à l'assaut se sont réfugiés parmi les communes voisines. Genny a fait la connaissance de Pen en accompagnant toujours son grand-père lors de ses achats dans la boutique Doragu Store.
- Merilun est un vieillard très mystérieux vivant dans le foret rocheux des terres d'Amori, loin de la civilisation. Merilun a des attitudes loufoques, mais est également très réservé sur son passé dont il parle très peu, si ce n'est pour prétendre qu'il est un ancien Egam, et par conséquent, qu'il maîtrise la magie blanche à la perfection, même a un niveau majeur ! Il rencontre Pen par hasard lors de sa promenade quotidienne.
- Viane est une jeune femme aussi belle que mystérieuse qui vit avec Mérilun. Elle est souvent en décalage avec  son environnement. Elle possède apparemment des dons innés pour guérir les blessures, mais aussi pour se transformer en créature des plus impressionnantes. Calme et douce, Viane possède un côté très maternel mais n’ayant pas de descendance elle se console donc avec Pen qu’elle considère un peu comme son propre enfant.
- The Boss, il est le fondateur de la Thunder Team Company, qui regroupe les meilleurs Thunders. Il a tout mis en œuvre pour que ses deux fils en soient membres. Il s’est autoproclamé « The Boss ».
- Oud, de son vrai nom Roby Delokusulei, est né sur les terres de Notiga mais il n’y vit plus depuis très longtemps, étant devenu un hors-la-loi, il a dû fuir sa terre natale pour se réfugier dans une immense forêt appelée Sheruwudo. On dit que cette forêt est habitée par des esprits naturels qui attaquent férocement tout étranger qui ose y pénétrer. À l’intérieur de celle-ci, Oud devient le leader d’une micro-communauté appelée Majoroaka, qui terrorise la population de Notiga.
- Célia Lideru est une jeune fille, intelligente et courageuse, possédant un certain caractère. Elle est toujours accompagnée par son étrange peluche représentant un lapin, nommé Jano Koko. Elle maîtrise également la magie dites cartomagie. Célia est éternellement poursuivie par d’étranges petits soldats appelés “ les Queen Soldiers “. C’est en allant, a Notiga pour rendre visite à son ami Jépeto, qu’elle rencontre Pen.
- Jano Koko est une étrange  peluche de couleur bleu et de taille moyenne appartenant à Célia. Sa principale particularité réside dans le fait qu’il peut être parfaitement autonome quand Célia le lui ordonne. Il semble très doué pour le combat.
- Le shérif de Notiga, son vrai nom reste inconnu, car celui-ci ordonne et se fait toujours appeler par son titre. Il croit, plus que tout, en sa justice et dirige d’une main de fer la communauté de Notiga. Il bannit toute forme de criminalité  et son ambition la plus chère est de réduire à néant tous les mécréants qui constituent la secte des Majoroakas. Pour lui la loi est faites pour guider les hommes sur le droit chemin. Il est à la recherche de Oud depuis plusieurs années, il n’aurait jamais imaginé qu’on le lui offrirait sur un plateau.

## Univers
- Le Ora ou dragons blancs, bien qu'ils soient de taille assez impressionnante, ont un caractère très pacifique. Les Thunders leur vouent un culte, les mettant au rang de divinités, pensant que ceux-ci les protègent du mauvais sort. Les dragons blancs sont très rares, et leurs œufs encore plus. Leur nombre est très en dessous de celui des dragons rouges.

- Les Dragonautes ou dragons rouges, sont à la base des humains avides de pouvoirs qui ont tué et mangé la chaire d’Ora, se condamnant eux-mêmes à devenir des créatures mi-hommes, mi-dragon, sans cesse cesse affamés par les dragons blancs ! Leur apparence, leur taille et leur force s’en trouvent modifiées et peuvent facilement varier d’un individu à l’autre. Lors de crise, ils sont très dangereux car ils peuvent attaquer et dévorer n’importe qui. Leurs principaux ennemis sont les Thunders, qui les combattent en permanence. Ces monstres sont peu sociables et peuvent devenir de véritables machines de destruction !
- Les Thunders sont des sauroctones, littéralement traduit par tueurs de dragons. Le mot Thunder provient de l’étymologie des mots Torn, Tarn et Ndr (Indra), trois noms désignant respectivement le dieu du tonnerre qui affronte le dragon destructeur du monde, dans la culture indo-européenne. Dans PEN DRAGON, les Thunder chassent principalement les dragons de couleur rouge, soit les Dragonautes, créature mi-homme et mi-dragon, ce sont des prédateurs qui dévorent les dragons blancs, les Ora. Ces derniers étant la divinité des Thunder, dans leur mythologie, il est dit que les Ora leur procure force, prospérité et fertilité.
- Les Egams constituent la classe sacerdotale. Ils possèdent le savoir et font la loi. Cette classe est dirigée par un Egam supérieur élu à la majorité par ses pairs. Ils ont l’autorité suprême et possède un niveau de magie très élevé proportionnel à leur grade. Les Thunders sont à leur service pour toutes sortes d’opérations civiles et militaires.
- La magie blanche est un ensemble de techniques reparties en trois niveaux : mineur, moyen et majeur, faisant appel à la connaissance des Glyphes correspondant à chaque élément naturel permettant de produire des phénomènes d’altération de la réalité. Pour cela, il suffit de connaître un glyphe accompagné de la bonne formule pour obtenir l’effet désiré. La principale règle de la magie est qu’il est indispensable de savoir utiliser chaque niveau avant de pouvoir accéder au niveau supérieur.
- Les Glyphes sont de petits symboles qui doivent être représentés et précédés de la formule, généralement dans le creux de sa main pour le niveau mineur, soit sur un objet quelconque pour un niveau moyen, ou pas du tout pour le niveau majeur. Il existe un glyphe pour chaque élément ou famille d’éléments.